# Anyphops maculosus
Anyphops maculosus là một loài nhện trong họ Selenopidae.
Loài này thuộc chi Anyphops. Anyphops maculosus được George Newbold Lawrence miêu tả năm 1940.